# Bušince
Pour l’article homonyme, voir Bušince (Kosovska Kamenica).
Bušince (hongrois : Bussa) est un village de Slovaquie situé dans la région de Banská Bystrica.

## Histoire
La première mention écrite du village date de 1248.
La localité fut annexée par la Hongrie après le premier arbitrage de Vienne le 2 novembre 1938. En 1938, on comptait 1 128 habitants dont 33 d'origine juive. Elle faisait partie du district de Szécsény (hongrois : Szécsényi járás). Le nom de la localité avant la Seconde Guerre mondiale était Bušince/Bussa. Durant la période 1938 - 1945, le nom hongrois Bussa était d'usage. À la libération, la commune a été réintégrée dans la Tchécoslovaquie reconstituée.

## Démographie

### Évolution de la population
| Année:               | 1994. | 2004.   | 2014.   | 2024.   |
| -------------------- | ----- | ------- | ------- | ------- |
| Nombre de personnes: | 1314  | 1416    | 1468    | 1365    |
| Différence:          |       | +7,76 % | +3,67 % | -7,01 % |

| Année:               | 2023. | 2024.   |
| -------------------- | ----- | ------- |
| Nombre de personnes: | 1370  | 1365    |
| Différence:          |       | -0,36 % |